# Луговський Василь Денисович
Василь Денисович Луговський (15 лютого 1922–1994) — організатор сільського господарства Української РСР, голова колгоспу «Дружба» Чернігівського району Чернігівської області.
Герой Соціалістичної Праці (1973).

## Життєпис
Народився в селі Терехівка Чернігівського району Чернігівської області. Українець.
У травні 1940 року призваний до лав РСЧА. Учасник німецько-радянської війни з листопада 1941 року. Воював на Центральному і Сталінградському фронтах. 15 грудня 1942 року штурман 19-ї окремої авіаційної ескадрильї 4-ї повітряної армії лейтенант В. Д. Луговський, виконуючи бойове завдання на літаку Р-5 в районі станції Котельникове, отримав важке поранення, внаслідок якого тривалий час лікувався у шпиталі ЕГ-3414 (м. Орськ, Оренбурзька область, Росія). У листопаді 1943 року звільнений з лав РСЧА за станом здоров'я.
Працював головою райради Тсоавіахіму, інструктором райкому КПУ. З 1955 по 1989 роки — голова колгоспу «Дружба» (с. Хмільниця).
Обирався депутатом Чернігівської обласної ради (1966—1990).
16 лютого 1987 року обраний головою Чернігівської районної ради ветеранів України.

## Нагороди
Указом Президії Верховної Ради СРСР від 6 вересня 1973 року присвоєне звання Героя Соціалістичної Праці з врученням ордена Леніна і золотої медалі «Серп і Молот».
Нагороджений двома орденами Леніна (1966, 1973), орденами Жовтневої Революції (1977), Вітчизняної війни 1-го ступеня (11.03.1985), Червоної Зірки (06.11.1947) і медалями.